# Manuel Rodrigues Júnior
Manuel Rodrigues Júnior GCSE • ComIB • ComMAI (Bemposta, Abrantes, 6 de Julho de 1889 — Camões, Lisboa, 2 de Março de 1946), conhecido como Manuel Rodrigues, foi um professor universitário de Direito e político português que se destacou como Ministro da Justiça do Estado Novo.

## Biografia
Para além de ministro, foi deputado à Assembleia Nacional e procurador à Câmara Corporativa, fez parte da União Nacional, do Conselho Político Nacional, do Conselho de Estado e da comissão encarregada de organizar a União Nacional Republicana, como partido de apoio à Ditadura Nacional.
Manuel Rodrigues Júnior nasceu na freguesia de Bemposta, concelho de Abrantes, a 6 de Julho de 1889, onde foi batizado a 7 de agosto de 1889. Era filho de Manuel Rodrigues, negociante, e Luísa Maria, doméstica, ambos naturais de Abrantes (ele da freguesia de São Miguel do Rio Torto e ela da freguesia de São Facundo). Era casado com Rosária Maria Lizardo Rodrigues (Bemposta, Abrantes, c. 1890).
De famílias modestas, destacou-se como aluno brilhante na escola primária, o que originou o prosseguimento de estudos, embora se lhe não conhecesse vocação para sacerdote, no Seminário Patriarcal de Santarém, onde terminou os estudos preparatórios e frequentou o curso de Teologia.
Abandonou os estudos do seminário, fez no Liceu Nacional de Santarém os exames de equiparação ao curso geral liceal, indo terminar os seus estudos liceais no Liceu Central de Coimbra, sempre como aluno muito distinto. Resolve então ingressar na Escola de Farmácia da Universidade de Coimbra, matriculando-se em 1911 no curso de Ciências Farmacêuticas.
No ano lectivo seguinte transfere-se para a Faculdade de Direito, formando-se em 1919 com 20 valores. Ingressa de imediato no curso de doutoramento, que finaliza em 1921, também com a nota máxima. Entretanto, enquanto quintanista de Leis, regeu uma das cadeiras daquele curso, a que se seguiria, em meados de 1919, logo depois de terminado o curso, a sua contratação, mediante concurso, para assistente da Faculdade de Direito, ensinando nas cadeiras do grupo de Ciências Jurídicas. Inicia assim uma carreira académica que o levaria, em 1924, a tornar-se professor catedrático da Faculdade de Direito.
A sua formação no seminário e o seu percurso em Coimbra levam-no a aderir aos ideais regeneradores da direita católica, convivendo com António de Oliveira Salazar e Manuel Gonçalves Cerejeira. Terá frequentado o Centro Académico de Democracia Cristã (CADC), alinhando-se pelos defensores de uma solução à direita para os problemas de instabilidade crónica e violência cívica que afligiam a Primeira República, mas sem jamais ter exercido qualquer actividade de carácter político. Mesmo assim incluía-se entre os republicanos convictos, embora se opusesse, nos últimos anos da Primeira República ao monopólio do poder político que era, de facto, exercido pelo grupo ligado ao Partido Democrático, a chamada ditadura dos democráticos.
Nos dias imediatos ao desencadear do golpe de 28 de Maio de 1926, apoia o movimento regenerador e quando a 1 de Junho o general Gomes da Costa, em marcha de Braga para Lisboa, pára em Coimbra terá sido convidado, em conjunto com os seus colegas António de Oliveira Salazar e Joaquim Mendes dos Remédios (a famosa Tuna de Coimbra ou Trio de Coimbra), a integrar o futuro governo de salvação nacional.
Aceitou, sendo nomeado Ministro da Justiça e dos Cultos do governo formado a 3 de Junho desse ano. Depois de uma entrevista com o general Gomes da Costa no quartel-general dos revoltosos então situado na Amadora, realizada a 4 de Junho e após a qual Oliveira Salazar decide não tomar posse, entra em Lisboa e assume o cargo para que fora nomeado.
No exercício daquela pasta, com a qual acumula interinamente as funções de Ministro das Finanças (em 17 de Dezembro de 1926, de 28 de Novembro a 19 de Dezembro de 1927 e de 23 de Fevereiro a 7 de Abril de 1928), torna-se responsável por uma extensa e complexa reforma legislativa, que se traduzirá, entre outras medidas relevantes, na reorganização do Conselho Superior Judiciário, na reforma do Processo Civil, no reconhecimento da personalidade jurídica da Igreja Católica, na publicação dos novos Códigos do Processo Civil e do Processo Criminal e na criação do Arquivo de Identificação e da Ordem dos Advogados.
Exonerado, a seu pedido, a 11 de Abril de 1928, regressou à vida académica, mas agora como professor catedrático da Faculdade de Direito da Universidade de Lisboa, da qual fora nomeado professor em 1926.
Quando a 5 de Julho de 1932 chega a vez de António de Oliveira Salazar assumir presidência do Ministério, volta a chamar o seu antigo colega Manuel Rodrigues para ocupar a pasta da Justiça, ao que ele acede. Manterá essa pasta até 28 de Agosto de 1940, ocupando também interinamente, por curtos espaços de tempo, a chefia do Ministério das Colónias, do Ministério da Educação Nacional e do Ministério das Obras Públicas. Nesta última data foi subtilmente afastado por meio de uma remodelação governamental, numa época em que se tornara crítico da figura tutelar do Estado Novo.
O desentendimento nasceu da sua discordância em relação à permanência vitalícia de Oliveira Salazar no cargo de Presidente do Conselho de Ministros, o que o levara a publicar em 1938, no jornal O Século, um texto sobre O homem que passou. Naquele texto, indirectamente, Oliveira Salazar era o homem que passou, eternizando-se no poder. O ditador percebe a mensagem, mas não o demite de imediato, esperando o momento adequado já que Manuel Rodrigues era uma das figuras prestigiadas do Governo pela obra que tinha feito na Justiça. Afasta-o com a sua sabida subtileza numa remodelação governamental.
Afastado da política activa, continuou a sua carreira como professor catedrático da Faculdade de Direito da Universidade de Lisboa, e como colaborar activo do jornal  O Século. Foi autor de numerosos artigos e obras, de que se destaca A Posse, publicado em 1940, cujo valor científico ainda mantém como obra actual.
Para além de ocupar as pastas ministeriais no 3.º e no 7.º Governo da ditadura, foi eleito  deputado à Assembleia Nacional para duas legislaturas (I e II, 1935-1942) e procurador à Câmara Corporativa nas duas legislaturas seguintes (II e IV, 1942-1949), esta última incompleta pela sua morte.
Faleceu aos 56 anos, sentado à secretária do escritório de sua casa, na Avenida Duque de Loulé, n.º 94, 1.º direito, na freguesia de Camões, em Lisboa, a 2 de Março de 1946, vítima de ataque cardíaco.
Sepultado inicialmente no Cemitério dos Prazeres, em Lisboa, foi transladado no ano seguinte para um jazigo no cemitério de Bemposta, sua freguesia natal. Posteriormente foi-lhe dedicado um busto naquela localidade e dado o seu nome à principal artéria e à escola local. Também a cidade de Coimbra o relembra na sua toponímia.
Académico de carreira, pertenceu ao Conselho Superior da Marinha Mercante, Conselho da Ordem da Instrução Pública e Conselho Administrativo do Banco Nacional Ultramarino, além de ter trabalhado na Administração do Porto de Lisboa e de ter exercido as funções de bibliotecário da Faculdade de Direito de Lisboa. Fez parte da União Nacional, do Conselho Político Nacional, do Conselho de Estado e da comissão encarregada de organizar a União Nacional Republicana, como partido de apoio à Ditadura Nacional.
A 24 de Maio de 1927 foi agraciado com a Grã-Cruz da Ordem da Instrução e da Benemerência Classe da Instrução, a 5 de Outubro de 1927 foi agraciado com a Grã-Cruz da Ordem Militar de Sant'Iago da Espada e a 5 de Setembro de 1932 foi feito Comendador da Ordem Civil do Mérito Agrícola e Industrial - Classe Industrial.

## Obras publicadas
De entre as numerosas obras que publicou, destacam-se:
- A Indústria Mineira em Portugal
- A Posse
- Problemas Sociais;
- Política Direito e Justiça;
- O Cidadão do Estado Novo;
- O Estado Novo e as suas realizações.